# Diagramme à barres

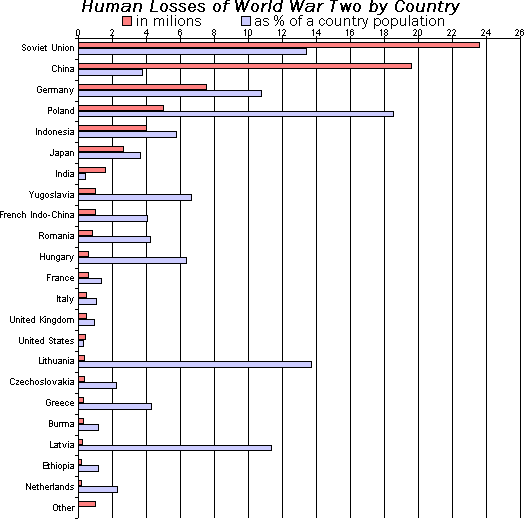
Exemple d'un graphique à barres.

Un diagramme à barres (ou en barres), également appelé diagramme à bâtons (ou en bâtons), est un graphique qui présente des variables catégorielles avec des barres rectangulaires avec des hauteurs ou des longueurs proportionnelles aux valeurs qu'elles représentent. Les barres peuvent être tracées verticalement ou horizontalement.
Un diagramme à barres montre des comparaisons entre des catégories discrètes. Un axe du diagramme montre les catégories spécifiques comparées et l'autre axe représente une valeur mesurée. Certains diagrammes à barres présentent des barres regroupées, indiquant les valeurs de plusieurs variables mesurées.

## Introduction

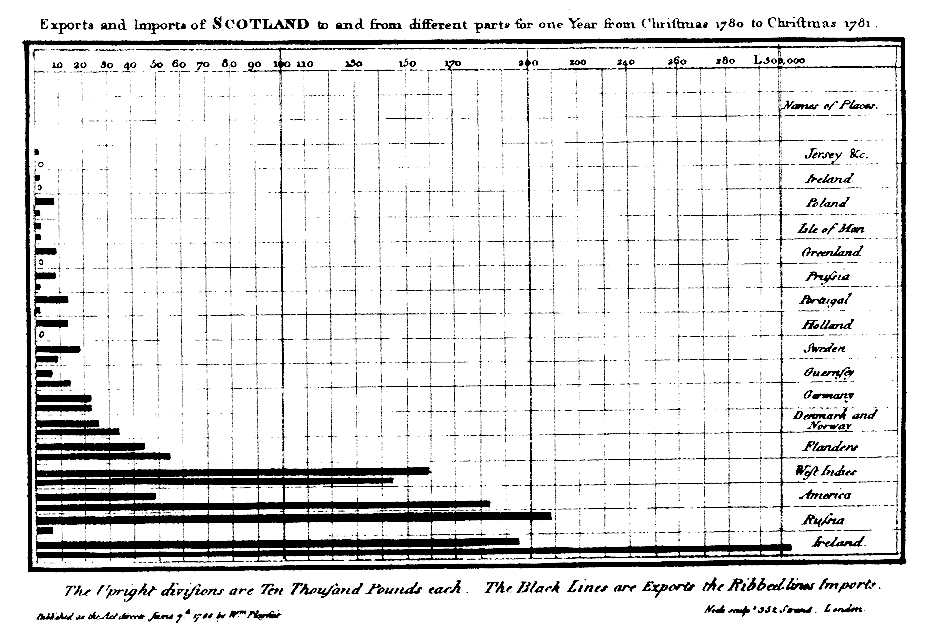
Les exportations et les importations de l’Écosse depuis et vers différentes régions pendant un an, de Noël 1780 à Noël 1781.

De nombreuses sources considèrent que William Playfair (1759-1824) a inventé le diagramme à barres en présentant les exportations et les importations de l’Écosse depuis et vers différentes régions pendant un an, de Noël 1780 à Noël 1781 publié dans The Commercial and Political Atlas. Les diagrammes de la vitesse d'un objet en accélération constante par rapport au temps, publiés dans The Latitude of Forms (attribué à Jacobus de Sancto Martino ou peut-être à Nicole Oresme) environ 300 ans avant peuvent être interprétés comme "proto diagrammes à barres",.

## Utilisation
Les diagrammes à barres représentent des catégories discrètes et sont généralement mis à l'échelle afin que toutes les données puissent tenir sur le diagramme. Lorsqu'il n'y a pas d'ordre naturel des catégories comparées, les barres du diagramme peuvent être rangées dans n'importe quel ordre. Les diagrammes à barres disposés du plus élevé au plus faible sont appelés diagrammes de Pareto. Les diagrammes à barres fournissent une présentation visuelle des données variables catégorielles. Les variables catégorielles sont un regroupement de données en groupes distincts, tels que les mois de l'année, les groupes d'âge, les tailles des chaussures et les animaux. Ces catégories sont généralement qualitatives. Dans un diagramme à barres, la hauteur de la barre correspond à la valeur de chaque catégorie.

### Regroupement et empilement

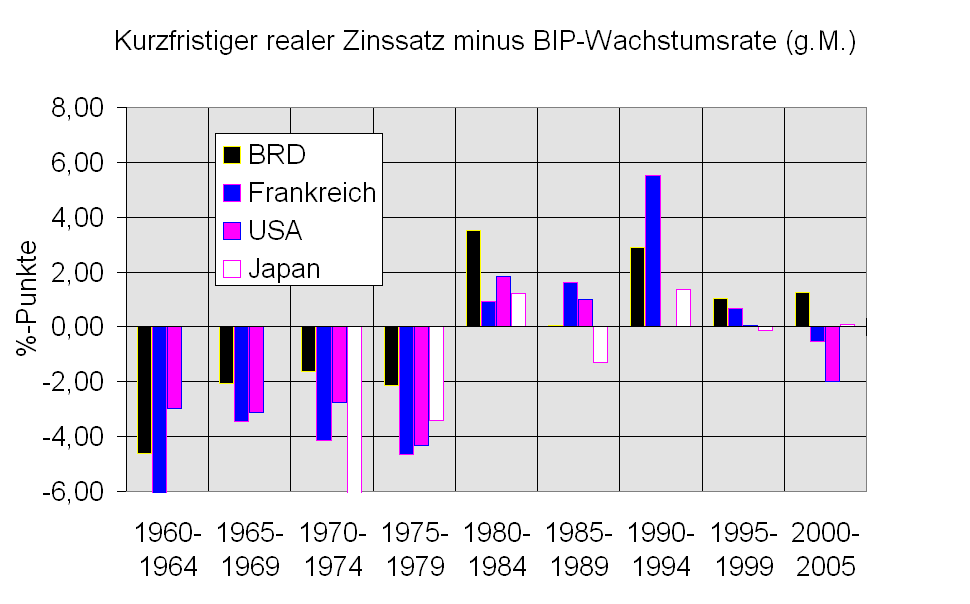
Exemple d'un diagramme à barres groupées

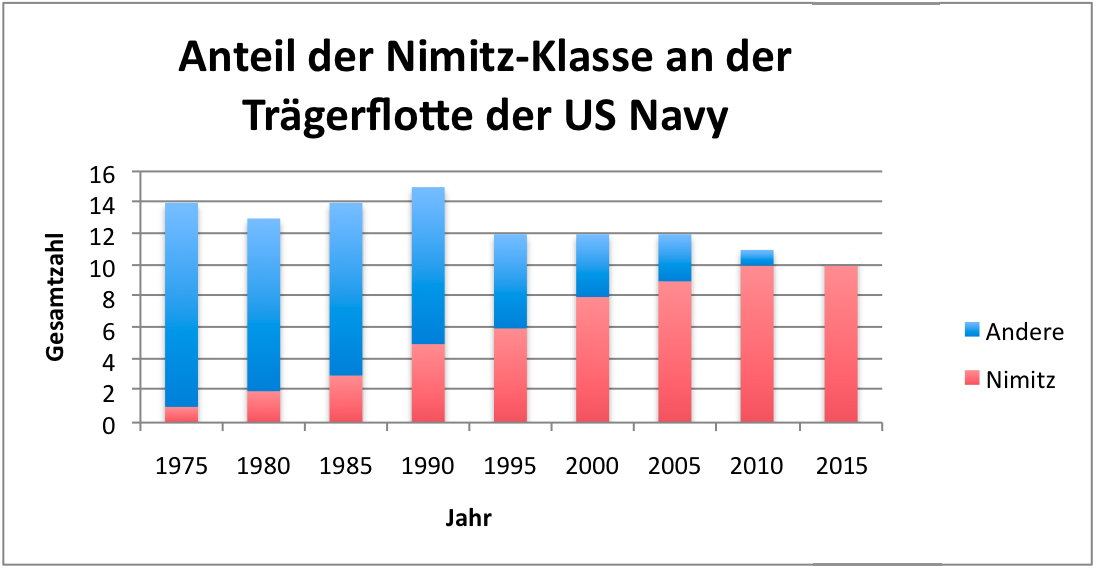
Exemple d'un diagramme à barres empilées

Les diagrammes à barres peuvent également être utilisés pour des comparaisons plus complexes de données avec des diagrammes à barres groupées et des diagrammes à barres empilées.
Dans un diagramme à barres groupées, il existe au moins deux barres pour chaque groupe. Ces barres ont un code couleur pour représenter chaque groupe. Par exemple, un propriétaire d'entreprise disposant de deux magasins peut créer un diagramme à barres groupées avec des barres de couleurs différentes pour représenter chaque magasin : l'axe horizontal indiquerait les mois de l'année et l'axe vertical indiquerait le revenu.
Dans un diagramme à barres empilées, il est possible d'empiler des barres représentant différents groupes les uns sur les autres. La hauteur de la barre résultante indique le résultat combiné des groupes. Toutefois, les diagrammes à barres empilées ne conviennent pas aux données dans lesquels certains groupes ont des valeurs négatives. Dans de tels cas, un diagramme à barres groupées est préférable.
Les diagrammes à barres groupées présentent généralement les informations dans le même ordre dans chaque groupe. Les diagrammes à barres empilées présentent les informations dans le même ordre sur chaque barre.

## Animation
Les diagramme à barres peuvent être animés et permettent de suivre au fil des mois et des années, les changements apparus.
Barchartrace est un outil gratuit et en open source, qui permet de générer en quelques clics des diagrammes à barre animés.